# Pardosa sumatrana
Pardosa sumatrana là một loài nhện trong họ Lycosidae.
Loài này thuộc chi Pardosa. Pardosa sumatrana được Tord Tamerlan Teodor Thorell miêu tả năm 1890.